# Lion-en-Beauce
Lion-en-Beauce je francouzská obec v departementu Loiret v regionu Centre-Val de Loire. Žije zde 122 obyvatel.

## Poloha obce
Obec leží na severozápadě departementu Loiret u hranic s departementem Eure-et-Loir.

### Sousední obce
| Růžice kompasu |                         | Tivernon       |       | Růžice kompasu |
| Růžice kompasu | Santilly (Eure-et-Loir) | Sever          | Oison | Růžice kompasu |
| Růžice kompasu | Santilly (Eure-et-Loir) | Lion-en-Beauce | Oison | Růžice kompasu |
| Růžice kompasu | Santilly (Eure-et-Loir) | Jih            | Oison | Růžice kompasu |
| Růžice kompasu | Ruan                    |                |       | Růžice kompasu |